# Liste der Stolpersteine in Nauen

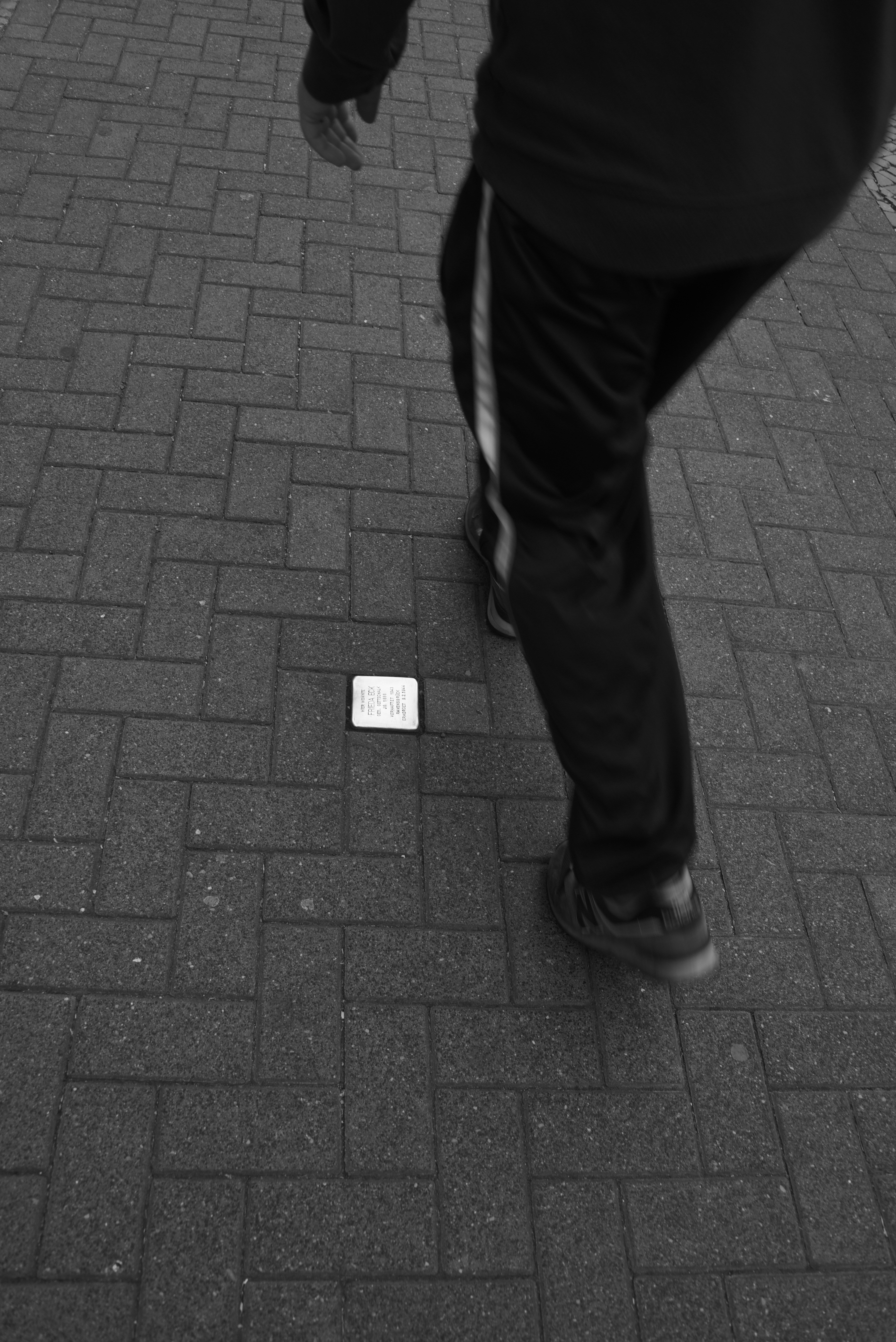
Stolperstein in Nauen

Die Liste der Stolpersteine in Nauen enthält die Stolpersteine in Nauen, die an das Schicksal der Menschen erinnern, die während der Zeit des Nationalsozialismus ermordet, deportiert, in den Suizid oder die Emigration getrieben wurden. Die Stolpersteine wurden von Gunter Demnig verlegt.
Die ersten Verlegungen in Nauen erfolgten am 11. Mai 2006, es waren zugleich die ersten Stolpersteinverlegungen im Landkreis Havelland.

## Verlegte Stolpersteine

### Ortsteil Nauen
| Stolperstein | Inschrift | Verlegeort                                         | Name, Leben |
| --- | --- | -------------------------------------------------- | --- |
| | HIER WOHNTE FRIEDA ECK GEB. GOTTSCHALK JG. 1886 VERHAFTET 1943 RAVENSBRÜCK ERMORDET 9.2.1944                   | Berliner Straße 7B ·                               | Frieda Eck, geboren am 1. April 1886 in Nauen als Frieda Gottschalk, war mit dem Protestanten Herbert Eck verheiratet. 1915 bekam das Paar eine Tochter, die evangelisch getauft und erzogen wurde. Nachdem Frieda Ecks Ehemann als Soldat im Ersten Weltkrieg fiel, betrieb die Schneidermeisterin in ihrer Wohnung in der Berliner Straße 7 eine Damenschneiderei. Bei den Novemberpogromen 1938 wurde ihre Wohnung von Mitgliedern der SA demoliert. Am 3. Mai 1943 wurde sie in das KZ Ravensbrück deportiert und dort am 9. Februar 1944 ermordet. Ihre Tochter überlebte die Naziherrschaft und starb 1969 in Berlin. |
| Bild gesucht Der Benutzer GeorgDerReisende ( Diskussion ) wünscht sich an dieser Stelle ein Bild vom Ort mit diesen Koordinaten 52.6 12.880701 . Motiv: Am Ritterfeld 22: die Stolpersteine für die Familie Homburger, die Lage und das Haus Falls du dabei helfen möchtest, erklärt die Anleitung , wie das geht. BW  | HIER WOHNTE BIANKA HOMBURGER GEB. BERNSTEIN JG. 1893 FLUCHT 1939 BOLIVIEN                                      | Am Ritterfeld 22 ·                                 | Bianka Homburger |
| | HIER WOHNTE EMIL HOMBURGER JG. 1894 FLUCHT 1939 BOLIVIEN                                                       | Am Ritterfeld 22 ·                                 | Emil Homburger |
| | HIER WOHNTE HANS HOMBURGER JG. 1922 FLUCHT 1939 BOLIVIEN                                                       | Am Ritterfeld 22 ·                                 | Hans Homburger |
| | PAUL JERCHEL JG. 1902 'WEHRKRAFTZERSETZUNG' TODESURTEIL 26.7.1944 HINGERICHTET 9.10.1944 ZUCHTHAUS BRANDENBURG | Paul-Jerchel-Straße 9 ·                            | Paul Jerchel wurde am 6. Februar 1902 in Schildberg als Sohn eines Ziegeleiarbeiters und dessen Frau geboren. Die Familie siedelte 1914 nach Nauen über. Nach dem Besuch der Volksschule erlernte Paul Jerchel den Beruf des Ankerwicklers. 1925 heiratete er Lisbeth Michaelis, mit der er sieben Kinder hatte, von denen jedoch nur drei das Jugendalter erreichten. 1927 trat Jerchel der SPD bei und betätigte sich fortan aktiv in der Partei. Auch nach der Machtergreifung der Nationalsozialisten trat er weiter öffentlich für seine sozialdemokratische Gesinnung ein. 1942 wurde er von einem Arbeitskollegen, der Mitglied der NSDAP war, aufgrund antifaschistischer Äußerungen bei der Gestapo denunziert. Am 20. April 1943 wurde er verhaftet und anschließend erst in Potsdam, dann in Moabit und Tegel inhaftiert. Nachdem er den Zweiten Weltkrieg als „sinnloses Morden“ bezeichnet hatte, wurde er am 26. Juli 1944 vom Volksgerichtshof unter Roland Freisler wegen sogenannter „Wehrkraftzersetzung“ zum Tode verurteilt und anschließend in das Zuchthaus Brandenburg gebracht. Hier wurde das Todesurteil am 9. Oktober 1944 mit der Guillotine vollstreckt. Vor seinem Tod schrieb Jerchel einen Abschiedsbrief an seine Familie, in dem er darum bat, auf seinem Grabstein ein Zitat von Ludwig Uhland anzubringen: Der Dienst der Freiheit ist ein schwerer Dienst. Er bringt nicht Gold, er bringt nicht Fürstengut. Er bringt Verbannung, Kerker, Schmach und Tod. Doch ist aber dieser Dienst, der schönste Dienst. Paul Jerchel wurde auf dem Friedhof Nauen beigesetzt und die obigen Zeilen sind bis heute auf seinem Grabstein zu lesen. Nach dem Zweiten Weltkrieg wurde Jerchel durch die sowjetischen Besatzer im Dezember 1946 als „Opfer des Faschismus“ rehabilitiert. Sein Grab wurde fortan als Ehrengrab geführt und eine Straße in Nauen wurde nach ihm benannt. Der Stolperstein zur Erinnerung an Jerchel konnte nicht an seinem letzten Wohnort, Lietzowplatz 10 verlegt werden, da sich an dieser Stelle heutzutage eine Grünanlage befindet. Deshalb wurde er in der nach ihm benannten Straße vor dem dortigen Amtsgericht Nauen in den Boden eingelassen. |
| Bild gesucht Der Benutzer GeorgDerReisende ( Diskussion ) wünscht sich an dieser Stelle ein Bild vom Ort mit diesen Koordinaten 52.60458 12.877738 . Motiv: Berliner Straße 16: der Stolperstein für Michael Kukurudza, die Lage und das Haus Falls du dabei helfen möchtest, erklärt die Anleitung , wie das geht. BW | HIER WOHNTE MICHAEL KUKURUDZA JG. 1895 VERHAFTET 29.5.1933 LAGER BÖRNICKE VON SA ERSCHLAGEN 29.5.1933          | Berliner Straße 16 ·                               | Michael Kukurudza |
| | HIER WOHNTE ERNA LASKI JG. 1896 GEDEMÜTIGT / ENTRECHTET FLUCHT IN DEN TOD 18.8.1939                            | Dammstraße 17 ·                                    | Erna Laski, geboren am 25. Februar 1896 in Nauen, war eine Tochter des Fotografen Isodor Laski und dessen Ehefrau Minna, die in der Dammstr. 17 in Nauen ein „Photographisches Atelier“ betrieben. Nachdem Isodor Laski 1931 verstarb, übernahm Erna Laski, unterstützt von ihrer Schwester Lucie, das Geschäft. Die beiden Schwestern waren vom jüdischen zum christlichen Glauben konvertiert, was sie aber nicht davor schützte, dass ihr Geschäft 1938 in den Novemberpogromen demoliert wurde. Beide versuchten sich zu rehabilitieren, da sie ja den jüdischen Glauben abgelegt hatte, was aufgrund der nationalsozialistischen Rassengesetze misslang. Am 18. August 1939 wurden Erna und Lucie Laski tot in der Badewanne ihrer Wohnung aufgefunden. Offiziell wurde Selbstmord als Todesursache angegeben, die genauen Todesumstände blieben jedoch ungeklärt. Die beiden Schwestern wurden auf dem jüdischen Friedhof in Nauen beigesetzt. Es waren die letzten Beisetzungen auf diesem Friedhof. |
| | HIER WOHNTE LUCIE LASKI JG. 1900 GEDEMÜTIGT / ENTRECHTET FLUCHT IN DEN TOD 18.8.1939                           | Dammstraße 17 ·                                    | Lucie Laski, geboren am 5. August 1900 in Nauen, war eine Tochter des Fotografen Isodor Laski und dessen Ehefrau Minna, die in der Dammstr. 17 in Nauen ein „Photographisches Atelier“ betrieben. Nachdem Isodor Laski 1931 verstarb, übernahm Lucie Laskis ältere Schwester Erna Laski, unterstützt von Lucie Laski, das Geschäft. Die beiden Schwestern waren vom jüdischen zum christlichen Glauben konvertiert, was sie aber nicht davor schützte, dass ihr Geschäft 1938 in den Novemberpogromen demoliert wurde. Beide versuchten sich zu rehabilitieren, da sie ja den jüdischen Glauben abgelegt hatte, was aufgrund der nationalsozialistischen Rassengesetze misslang. Am 18. August 1939 wurden Erna und Lucie Laski tot in der Badewanne ihrer Wohnung aufgefunden. Offiziell wurde Selbstmord als Todesursache angegeben, die genauen Todesumstände blieben jedoch ungeklärt. Die beiden Schwestern wurden auf dem jüdischen Friedhof in Nauen beigesetzt. Es waren die letzten Beisetzungen auf diesem Friedhof. |
| | HIER WOHNTE ELSE LEBRAM GEB. GOTTSCHALK JG. 1892 DEPORTIERT 1943 ERMORDET IN AUSCHWITZ                         | Dammstraße 15 ·                                    | Else Lebram geb. Gottschalk wurde am 8. November 1892 im pommerschen Stolp geboren. Sie absolvierte das Lehrerinnenseminar am Oberlyzeum in Kolberg. Sie heiratete den Zahnarzt Ernst Lebram und übersiedelte zu ihm nach Nauen. Das Ehepaar hatte einen Sohn. Während der Novemberpogrome des Jahres 1938 verwüsteten aufgehetzte Nazis die Wohnung des Ehepaares und die Praxis des Ehemannes. Somit war ihr Mann erwerbslos, Else und Ernst Lebram flüchteten nach Berlin. Einem Vermögensverzeichnis, welches sie am 27. Februar 1943 ausfüllen musste, entnehmen wir, dass der Sohn nach Argentinien auswandern konnte. Anfang März 1943 wurde das Ehepaar von den NS-Behörden getrennt. Else Lebram wurde am 1. mit Transport Nr. 31 von Berlin-Moabit nach Auschwitz verschleppt, ihr Ehemann am 2. mit Transport Nr. 32. Beide wurden im Zuge der Shoah ermordet. |
| | HIER WOHNTE ERNST LEBRAM JG. 1871 DEPORTIERT 1943 ERMORDET IN AUSCHWITZ                                        | Dammstraße 15 ·                                    | Ernst Lebram wurde am 1. August 1871 in Berlin geboren. Er hatte zumindest einen Bruder, Paul (geb. 1873 in Berlin). Ernst Lebram studierte Zahnmedizin an der Friedrich-Wilhelms-Universität zu Berlin, erhielt die Approbation und eröffnete eine Praxis in Nauen. Er heiratete die deutlich jüngere Else geb. Gottschalk, eine Lehrerin aus Pommern. Das Paar bekam einen Sohn. Ab Januar 1939 wurde das totale Berufsverbot für jüdische Zahn- und Tierärzte verhängt, doch schon zuvor – während der Novemberpogrome des Jahres 1938 – wütete der Mob, aufgehetzt von Goebbels, SA und SS, auch in Nauen. Die marodierenden Nazis zerstörten seine Wohnung und das gesamte zahnärztliche Inventar. Somit war eine Weiterführung der Praxis unmöglich, das Ehepaar flüchtete nach Berlin. Einem Vermögensverzeichnis, welches seine Frau am 27. Februar 1943 ausfüllen musste, entnehmen wir, dass der Sohn nach Argentinien ausgewandert war. Anfang März 1943 wurde das Ehepaar von den NS-Behörden getrennt. Else Lebram wurde am 1. mit Transport Nr. 31 von Berlin-Moabit nach Auschwitz verschleppt, Ernst Lebram am 2. mit Transport Nr. 32. Beide wurden im Zuge der Shoah ermordet. Seinem Bruder und dessen Ehefrau, Margarete geb. Frank (geb. am 6. November 1883 in Charlottenburg), gelang Mitte November 1938 die Flucht nach Großbritannien. 1945 emigrierten sie in die Vereinigten Staaten. |
| | HIER WOHNTE ELISABETH LÖWENHEIM JG. 1861 DEPORTIERT 1942 THERESIENSTADT 1942 TREBLINKA ERMORDET                | Mittelstraße 2 · (Eingang in der Lazarettstraße) · | Elisabeth Löwenheim wurde am 27. September 1861 in Oranienburg geboren. Die alte Dame wohnte in einer Zwei-Zimmer-Wohnung im zweiten Stock des Hauses Mittelstraße, die damals Straße der SA hieß. Als die brandschatzenden NS-Horden im Zuge der Novemberpogrome des Jahres 1938 auf durch Nauen zogen, fand sie Zuflucht im Kleiderschrank ihres Nachbarn. Die SA-Männer zogen unverrichteter Dinge wieder ab. Im Mai 1939 übersiedelte sie – ob freiwillig oder erzwungen, ist nicht bekannt – nach Berlin-Schöneberg. Sie wohnte bei Heimann in der Goltzstraße 48 zur Untermiete. Am 11. August 1942 musste sie eine Vermögenserklärung abgeben. Etwa eine Woche später wurde sie im Sammellager Berlin-Mitte in der Großen Hamburger Straße 26 interniert, dem früheren Altenheim der Jüdischen Gemeinde Berlin. Am 20. August 1942 wurde sie mit Transport I/49 von Berlin nach Theresienstadt deportiert. Einen Tag vor ihrem 81. Geburtstag, am 26. September 1942, wurde sie in das Vernichtungslager Treblinka überstellt und noch am selben Tag vom NS-Regime ermordet. Noch zu Lebzeiten wurden ihr spärlicher Hausrat und die paar Möbel zur Verwertung abgeben. Der Erlös von 107,10 RM fiel der Reichskasse anheim. |
| | HIER LEBTE UND ARBEITETE DR. OLGA PHILIPP JG. 1881 DEPORTIERT GHETTO WARSCHAU ?                                | Hamburger Straße 4 ·                               | Olga Philipp, geboren am 2. Juli 1881 in Hamburg-St. Georg, leitete während des Ersten Weltkriegs das Kreiskrankenhaus Nauen. 1919 wurde sie nach ihrem Medizin-Studium an der Berliner Universität als Ärztin zugelassen und promoviert; bis zu ihrem Berufsverbot 1938 lebte sie seit 1921 als niedergelassene Ärztin in Nauen. Ihr letztes Lebenszeichen war 1943 ein mündlich überbrachter Gruß aus dem Warschauer Ghetto. |
| | HIER LEBTE UND ARBEITETE HERMANN SCHIFF KANTOR OPFER DES POGROM 1938                                           | Goethestraße 55 ·                                  | Hermann Schiff war der letzte Kantor der Jüdischen Gemeinde Nauens. Er führte eine Musikalienhandlung und ein Radiogeschäft in dem Haus, in dem er auch wohnte, und gab Unterricht an verschiedenen Instrumenten, vorwiegend am Klavier. Er war mit Clara geb. Löwenstein verheiratet, die 1933 verstarb. Im Zuge der Novemberpogrome des Jahres 1938 wurde nicht nur die Inneneinrichtung der Synagoge vollkommen zertrümmert, sondern auch unter anderem die Wohnung des Hermann Schiff „durch die allgemeine Empörung in Mitleidenschaft gezogen“, wie es euphemistisch in der Havelländischen Rundschau hieß. Der aufgeputschte Mob tobte sich hier auf besonders üble Weise aus. Das Klavier wurde aus dem Fenster geworfen, ebenso die aufgeschlitzten Betten. Den Kantor hielt man – mit dem Kopf nach unten – aus dem Fenster. Gegenreaktionen der Umherstehenden gab es keine. Das weitere Schicksal von Hermann Schiff ist unbekannt. Im Gedenkbuch Berlins findet sich auf S. 1269 ein Hermann Sziff, geboren am 21. März 1875 im hessischen Groß-Karben, der in den 1940er Jahren in der Marienstraße 27 in Berlin-Mitte wohnte und am 14. August 1942 nach Theresienstadt deportiert wurde. Er wurde am 18. August 1943 in Riga ermordet. |
| | HIER WOHNTE KARL THON JG. 1895 VON SA ERSCHLAGEN 1.8.1933 BEI BÖRNICKE                                         | Berliner Straße 16 ·                               | Karl Thon wurde 1895 geboren. Er war Maler und Anstreicher von Beruf. In seiner Freizeit betätigte er sich als Ringrichter bei Ringer-Wettkämpfen. Er war weder Mitglied einer Partei noch Widerstandskämpfer. Allerdings war er unzufrieden mit der politischen Entwicklung ab 1933 in Deutschland und hielt mit seiner Meinung nicht hinter dem Berg. Wie und wo er ermordet wurde, ist unklar. Gesichert ist, dass Karl Thon am 1. August 1933 von SA-Männern vor seiner Wohnung in der Berliner Straße 16 in ein Auto gezerrt wurde. Es hieß, er werde ins gerade entstandene Konzentrationslager Börnicke gebracht. Ob er jemals in Börnicke angekommen ist, ist unbekannt. Es gibt zwei Thesen: Entweder erschlugen ihn die SA-Leute bereits auf dem Weg nach Börnicke oder er wurde nach wenigen Tagen im KZ umgebracht. Anfang Juli 1934 wurde sein Leichnam in einem Abflussrohr unter einem Bahndamm bei Börnicke gefunden. In Nauen tragen seit den 1950er Jahren eine Straße und ein Platz seinen Namen. Das Foto auf seinem Grabstein wurde in den 1990er Jahren aus dem Stein herausgebrochen. |

### Ortsteil Ribbeck
| Stolperstein | Inschrift                                                                                              | Verlegeort    | Name, Leben |
| ------------ | --- | ------------- | --- |
|              | HIER WOHNTE HANS-GEORG KARL ANTON VON RIBBECK JG. 1880 VERHAFTET 1944 SACHSENHAUSEN ERMORDET FEB. 1945 | Am Birnbaum · | Hans-Georg Karl Anton von Ribbeck starb im Februar 1945 im KZ Sachsenhausen. „Er war den Nazis wegen seiner Unangepasstheit ein Dorn im Auge. Der Gutsherr war als Mitglied des Wehrverbandes „Stahlhelm“ ein strenger Monarchist […] Hans-Georg von Ribbeck, 1880 im nahen Bagow, das zum Gut gehörte, geboren, war preußischer Offizier. 1934 wurde er in Zusammenhang mit dem Röhm-Putsch verhaftet, aber wieder freigelassen. Im Mai 1944 wurde er erneut verhaftet, über die Ursachen wird spekuliert. Möglicherweise liegt die Antwort in seinem resoluten Auftreten gegen einen Wehrmachtsoffizier, den er hindern wollte, die Absturzstelle eines britischen Bombers zu bestaunen.“ |

## Verlegungen
- 11. Mai 2006: Goethestraße 55, Hamburger Straße 4
- 11. Juni 2013: Am Birnbaum (Ortsteil Ribbeck)
- 27. September 2016: Berliner Straße 7B, Dammstraße 15 und 17, Mittelstraße 2, Paul-Jerchel-Straße 9[14]
- 18. September 2021: Berliner Straße 16, Am Ritterfeld 22[15]